# Ореховский сельсовет (Витебская область)
Ореховский сельсовет (бел. Арэ́хаўскі сельсаве́т) — административная единица на территории Оршанского района Витебской области Белоруссии. Административный центр — городской посёлок Ореховск.

## История
29 апреля 2004 года образован Ореховский сельсовет с административный центром — городской посёлок Ореховск.

## Состав
Ореховский сельсовет включает 10 населённых пунктов:
- Брюхово — деревня.
- Веретея — деревня.
- Коробищи — деревня.
- Краснобель — деревня.
- Лисовские — деревня.
- Орешки — деревня.
- Рагозино — деревня.
- Ромальдово — деревня.
- Старина — деревня.
- Холмы — деревня.